# Boiadeiro da Flandres
Boiadeiro da Flandres [Nota] (em francês:  Bouvier des Flandres, em alemão:  Vlaamse Koehond e em neerlandês: Toucheur de Bouef) é uma raça canina oriunda da região da Flandres, parte belga, parte francesa. De acordo com estudos, os boiadeiros e condutores de gado buscavam um cão com aptidões para este tipo de trabalho, selecionando os mais fortes e obedientes. Descendente destes cães, os boiadeiros da Flandres foram usados como condutores, como batedores e animais de tração. Sem ser mais necessário para estas funções, passou a ser empregado como cão de guarda, de defesa e policial, em virtude de sua inteligência, bom olfato, força e iniciativa. Robusto e de pelagem que varia entre o negro, cinza, tigrado ou encarvoado, pode chegar a pesar 40 kg e medir 69 cm.